# Tiago Prado
Tiago Prado (født 3. maj 1984) er en brasiliansk fodboldspiller.